# Pohulanka (Mchawa)
Pohulanka – część wsi Mchawa w Polsce położona w województwie podkarpackim, w powiecie leskim, w gminie Baligród.